# Johannes Strübing
Johannes Fritz Martin Strübing (* 24. Februar 1907 in Berlin; † nach 1964) war ein deutscher Gestapo-Mitarbeiter im NS-Staat und Ermittler beim Bundesamt für Verfassungsschutz.
Strübing war seit 1928 bei der Berliner Polizei und seit 1937 bei der Gestapo. Im gleichen Jahr trat er der SS bei und erreichte den Rang SS-Hauptsturmführer, 1940 wurde er NSDAP-Mitglied. 1942 war er Kriminalkommissar im Reichssicherheitshauptamt in der Abteilung IV A 2 für die Bekämpfung von Sabotage und Passfälschungen, ferner für Funkspiele zur Gegnertäuschung. Seit Juli 1942 war er unter Horst Kopkow mit der Beobachtung der Roten Kapelle beauftragt und führte nach der Verhaftung die Vernehmungen von Harro Schulze-Boysen durch. Seine Gefangenen wurden zur Folterung in das KZ Sachsenhausen überführt.
Nach Kriegsende lebte Strübing unter dem falschen Namen „Stahlmann“ im Raum Hannover als Vertreter. 1952 ging er als freier Mitarbeiter zum Bundesverfassungsschutz, das ihn 1957 nach dem Wegfall alliierter Aufsicht regulär anstellte und schließlich noch als Amtmann verbeamtete. Im BfV rühmte sich »Gestapo-Strübing« seiner Rolle bei der Zerschlagung der kommunistischen Widerstandsorganisation. Er glaubte an den Weiterbestand von der Sowjetunion gesteuerter Agentennetze, woran auch die westlichen Geheimdienste interessiert waren. Strübing nutzte dies aus, um immer neue angebliche Agenten zu erfinden. So wurde der deutsche Diplomat Hartmut Schulze-Boysen, ein Bruder von Harro Schulze-Boysen, haltlos verdächtigt. 1964 wurde Strübing wegen seiner NS-Karriere zwar nicht entlassen, aber mit seinem Chef Erich Wenger zum Bundesverwaltungsamt versetzt.